# 安塔洛夫齊
48°37′41″N 22°31′21″E / 48.62806°N 22.52250°E
安塔洛夫齊（烏克蘭語：Анталовці），是烏克蘭的村落，位於該國西部外喀爾巴阡州，由烏日霍羅德區負責管轄，始建於1630年，面積10.8平方公里，2001年該村落人口1,059。